# Systolederus spicupennis
Systolederus spicupennis är en insektsart som beskrevs av Zheng, Z. och G. Jiang 2003. Systolederus spicupennis ingår i släktet Systolederus och familjen torngräshoppor. Inga underarter finns listade i Catalogue of Life.